# Bursa finlayi
Bursa finlayi är en snäckart som beskrevs av Mcginty 1962. Bursa finlayi ingår i släktet Bursa och familjen Bursidae. Inga underarter finns listade i Catalogue of Life.